# Llit per a gat

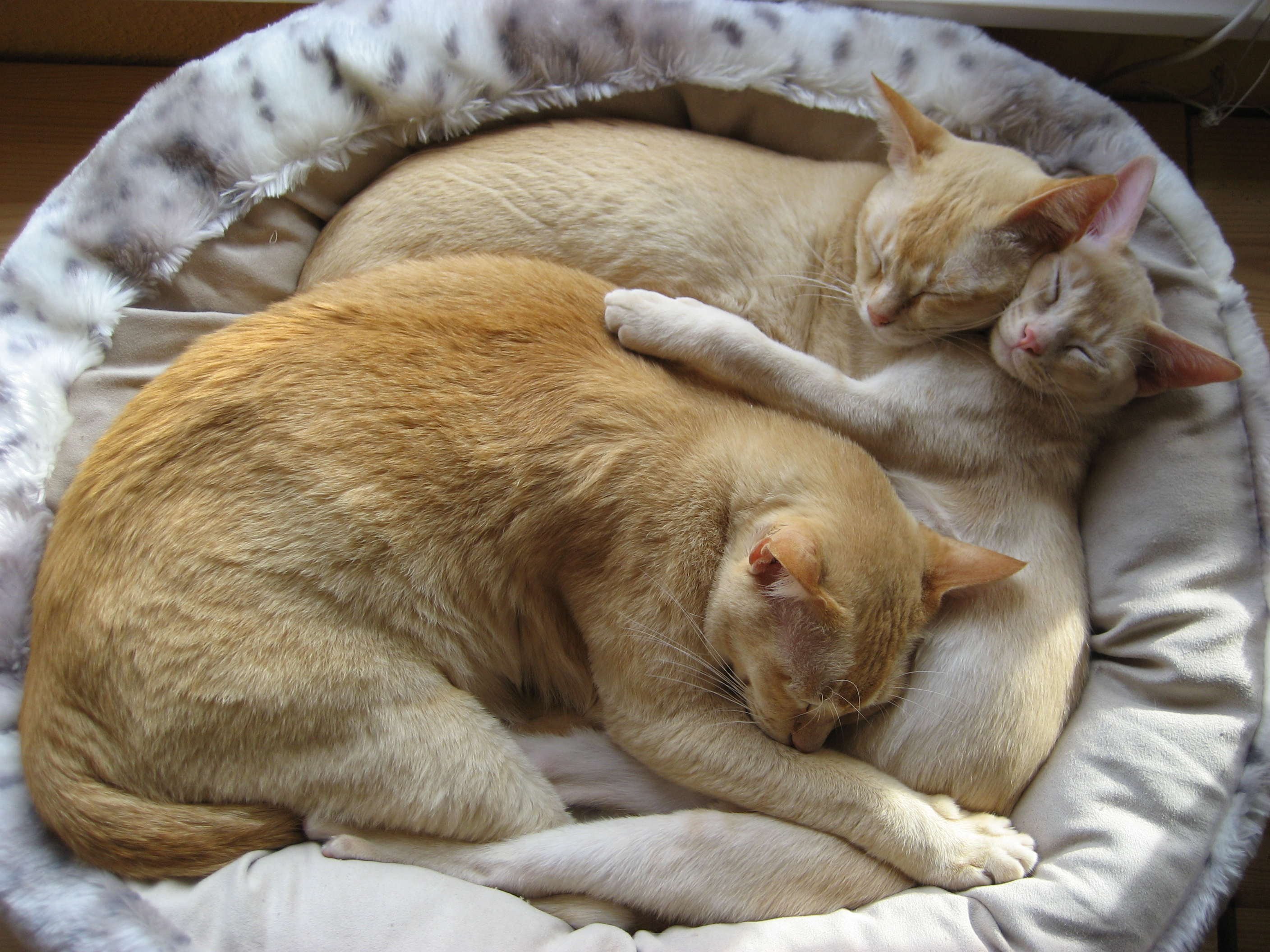
Gats en un llit

Els llits per a gats són recipients especialment dissenyats perquè hi descansin els gats. Els gats domèstics aprecien els llocs càlids, tous i confortables per a descansar. Per això aquests llits es dissenyen amb materials suaus i tous perquè els gats s'hi aficionin i hi trobin repòs fàcilment. Solen consistir en una base d'escuma de poliuretà envoltada per una vora tova folrada amb roba de diferents colors i estampats. Sol ser rodona o ovalada encara que també se'n troben amb base rectangular.
Entre les variants més comunes hi ha:
- Llits amb contorns baixos, en què els gats s'enrotllen i s'arrauleixen amb facilitat.
- Llits amb vora alta que resulta molt còmoda en permetre que l'animal hi recolzi per a vigilar l'exterior. A l'interior, el gat se sent protegit i segur. També troba divertit saltar o grimpar per la vora abans d'entrar o sortir del recipient.
- Coves per a gat són estructures tancades amb sostre de volta en què el gat se sent ocult i protegit. Disposa d'una petita obertura per on s'hi introdueix i rn surt i des de la qual pot vigilar l'entorn.
- Coixí per a gat. És una estructura llisa, sense contorn, que els gats fan servir tant per a descansar com per a dormir.[3]

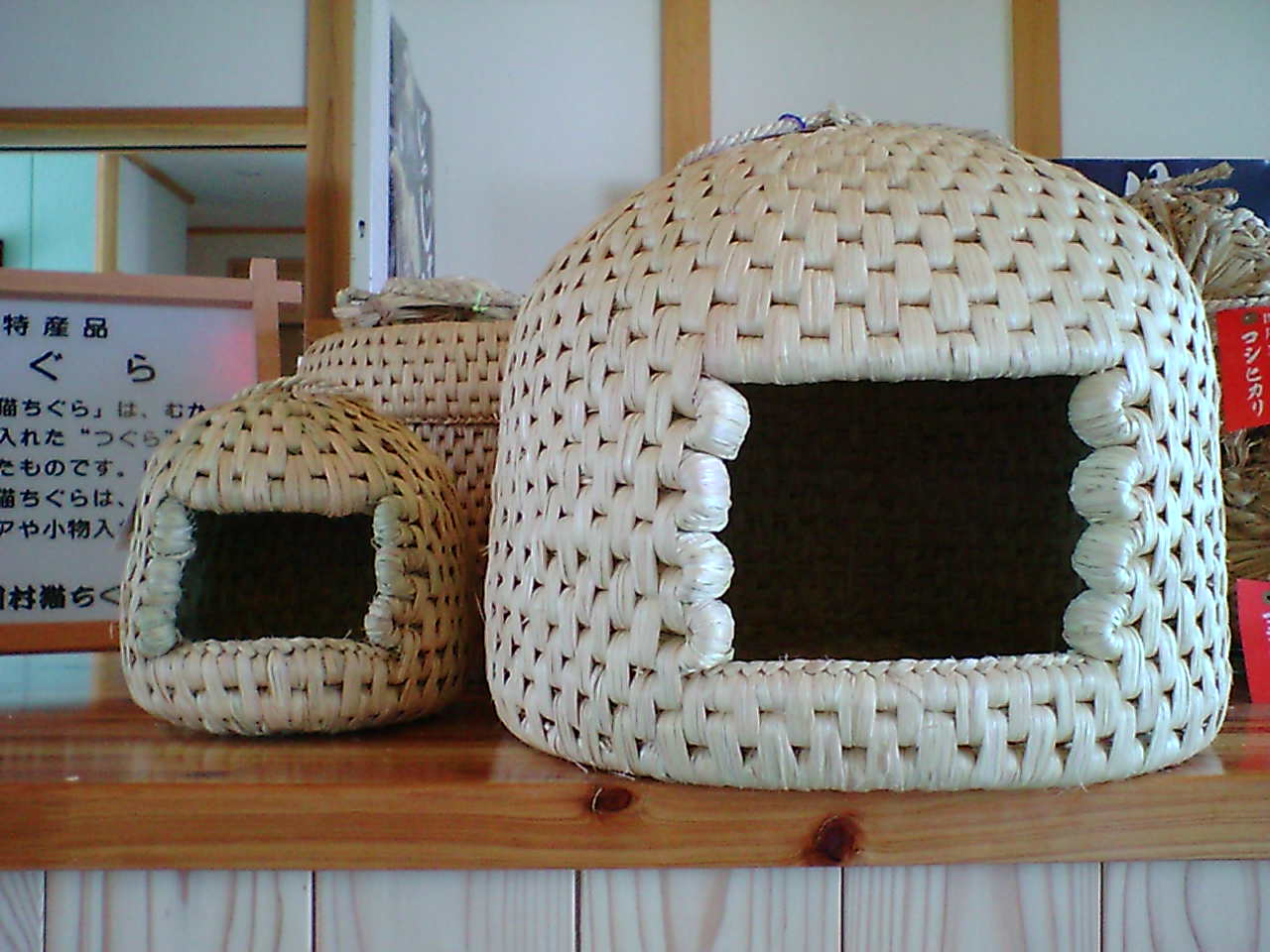
Coves per gats

Altres estris de finalitat similar són:
- Hamaca per a radiador. És un estri de descans consistent en una estructura rígida folrada de roba que hom penja d'un radiador. Els gats gaudeixen així d'un entorn càlid mentre es relaxen.[4]
- Sac de dormir. Es tracta d'una bossa de pell o roba gruixuda i tova en què l'animal s'introdueix per a descansar.
- Cases o cabanes per gats. Són recipients rígids de boga o d'un altre material similar dins el qual es refugien els gats. A dins hi tenen un matalàs tou per a facilitar-los el descans. La textura de les parets els serveix també per a esmolar-hi les ungles quan no dormen.

De vegades, altres recipients domèstics com cistelles o capses de cartró poden fer el fet com a llits informals per a gats. Per a condicionar-los tan sols cal col·locar un coixí o matalàs a l'interior perquè l'animal s'hi trobi confortable.

## Galeria d'imatges

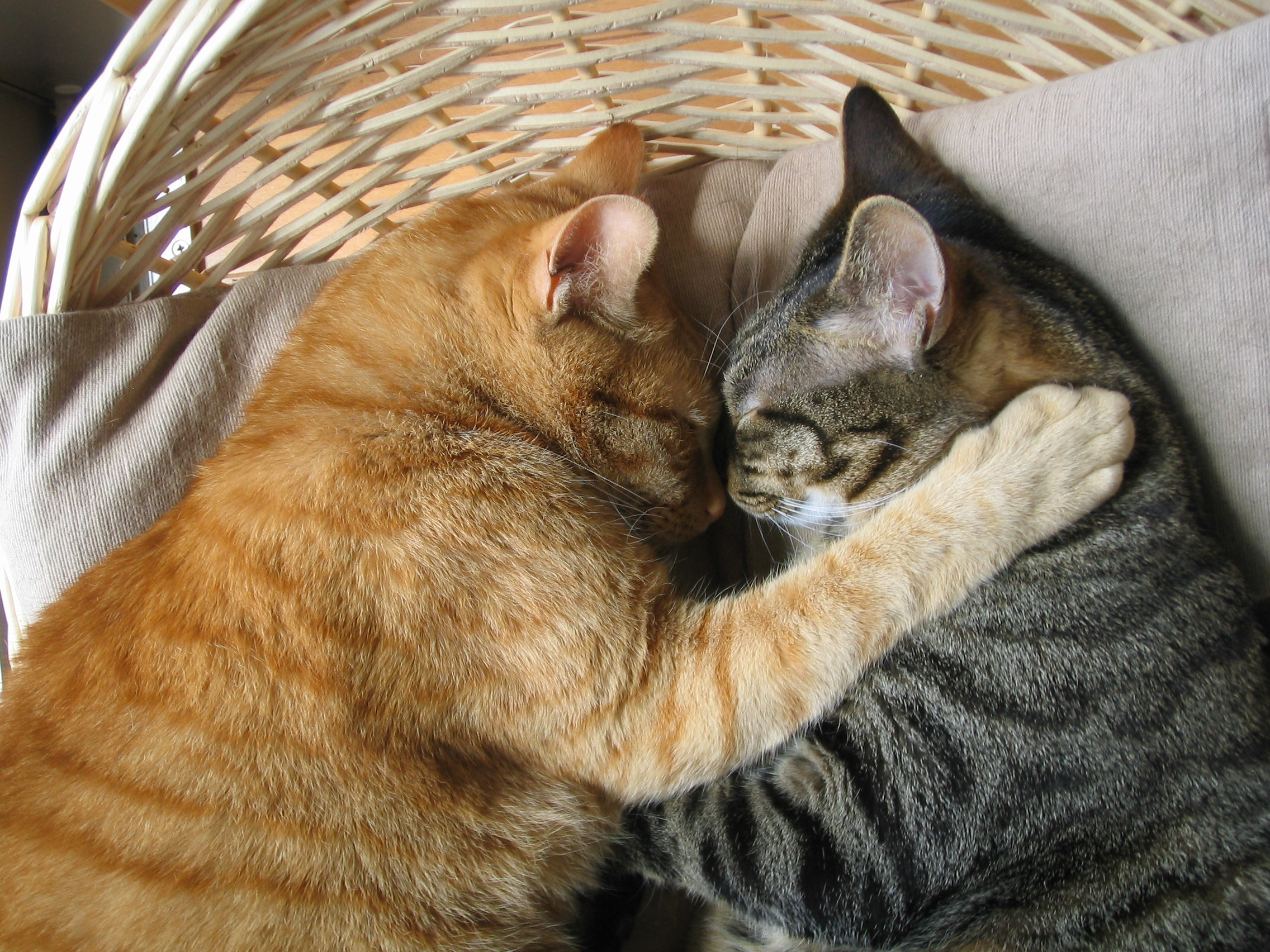
Gats en un cistell
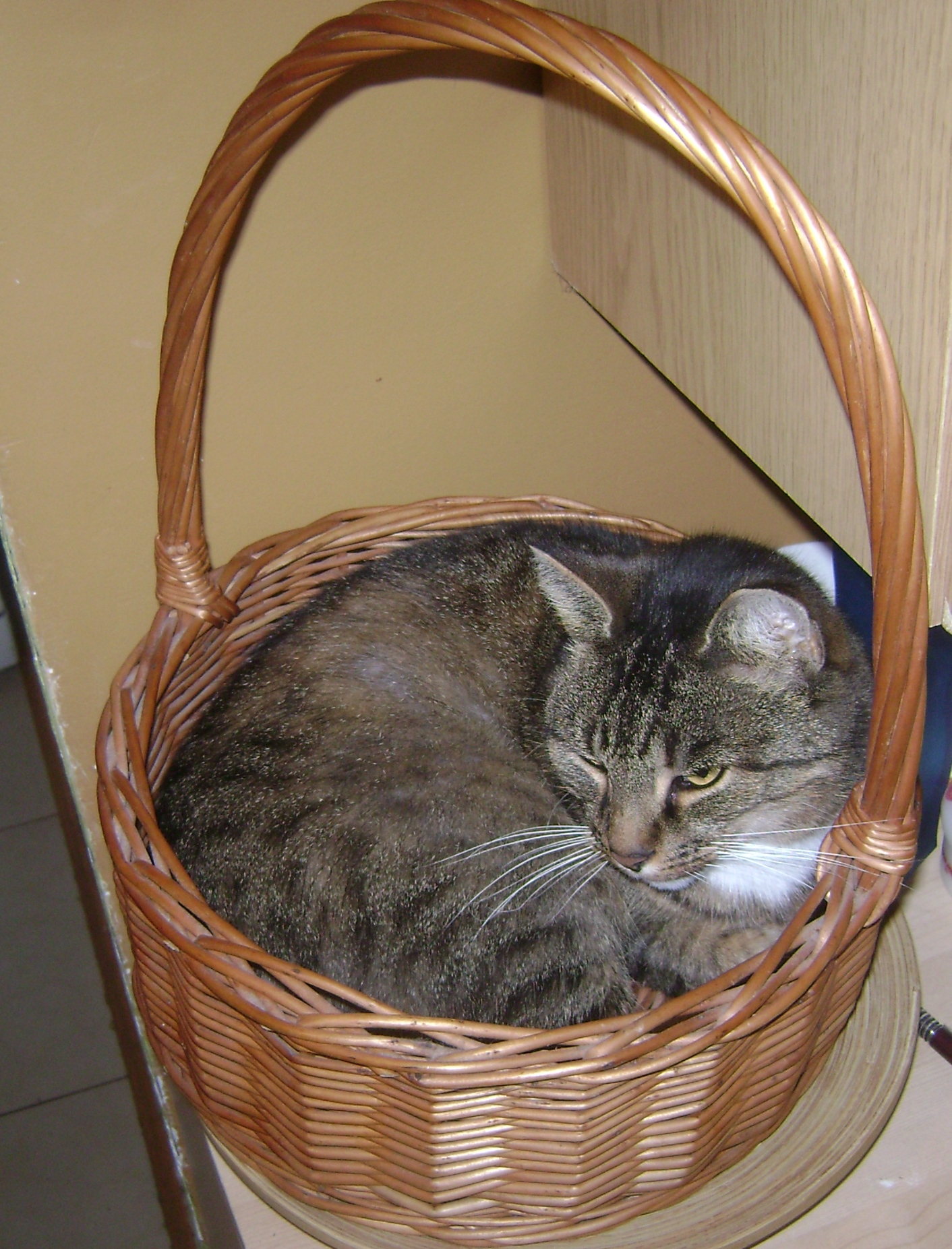
Gat en una cistella
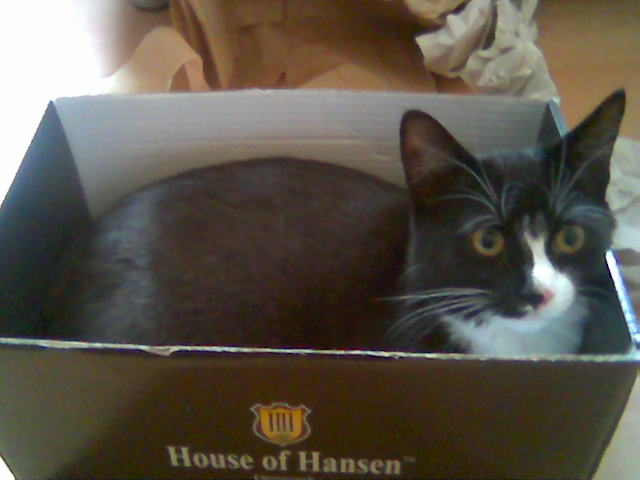
Gat en una capsa